# Gustav Sperling
Gustav Sperling (* 1880 oder 1881; † nach 1936) war ein deutscher Ringer aus Essen. Er rang im Halb- und Schwergewicht im griechisch-römischen Stil.
Gustav Sperling startete, wie viele Ringer in der damaligen Zeit, nur bei Turnieren in seinem Heimatland. Bei den Inoffiziellen Ringer-Weltmeisterschaften 1905 in Duisburg belegte er in der Kategorie über 85 kg Körpergewicht den dritten Platz. Die gleiche Platzierung gelang ihm bei den Ringer-Weltmeisterschaften 1907 in Frankfurt am Main, erneut im Schwergewicht. Bei den Ringer-Weltmeisterschaften 1910 in Düsseldorf gelang ihm mit dem Weltmeistertitel im Schwergewicht schließlich der größte Erfolg seiner Karriere.
Seine einzige Podestplatzierung bei nationalen Meisterschaften gelang ihm mit dem dritten Platz bei den Deutschen Meisterschaften 1906.

## Internationale Erfolge
- 1905: 3. Platz, inoffiziellen WM in Duisburg, hinter Verner Weckman, Finnland und Friedrich Müller, Deutschland
- 1907: 3. Platz, WM in Frankfurt am Main, hinter Hans-Heinrich Egeberg, Dänemark und Heinrich Rondi, Deutschland
- 1910: 1. Platz, WM in Düsseldorf, vor Otto Büren, Deutschland und Søren Marinus Jensen, Dänemark

## Deutsche Meisterschaften
- 1906: 3. Platz, Schwergewicht